# 顏郁軒
顏郁軒（1999年8月5日—），為一名台灣棒球選手，目前效力於中華職棒台鋼雄鷹。

## 生平
顏郁軒畢業於國立臺灣體育運動大學。後來到台中市成棒隊發展。
顏郁軒2025年6月17日迎來生涯初登板，首打席擊出安打，第二打席擊出全壘打。

## 外部連結
- 顏郁軒在台灣棒球維基館上的頁面（繁體中文）
- 顏郁軒在中華職棒官網